# Abbott and Costello in Hollywood
Abbott and Costello in Hollywood (1945) es una película del género comedia, protagonizada por Bud Abbott y Lou Costello fue dirigida por S. Sylvan Simon.

## Argumento
Un barbero, Buzz Curtis (Bud Abbott), y un portero, Abercrombie (Lou Costello), trabajan en un salón de belleza de Hollywood. Es desde allí que envían a un agente Norman Royce, (Warner Anderson), a la oficina de la administración, en el camino se topa con un antiguo compañero de trabajo, Claire Warren (Frances Rafferty), que está a punto de protagonizar un nuevo musical. Al mismo tiempo, su coestrella es Gregory LeMaise (Carlton Young), que su fama es cada vez menor.
En la oficina del agente, Buzz y Abercrombie ven a LeMaise entrar y decirle a Royce que no puede trabajar con Claire. Royce, que acaba de ver un joven cantante, Jeff Parker (Robert Stanton), le ofrece el trabajo. Royce le ofrece a Parker el puesto de trabajo de LeMaise. Buzz y Abercrombie rápidamente cambian de carrera y convierten en agentes de Parker, y luego del jefe del estudio, el Sr. Kavanaugh (Donald MacBride).

## Elenco
| Actor             | Rol                  |
| ----------------- | -------------------- |
| Bud Abbott        | Buzz Kurtis          |
| Lou Costello      | Abercrombie          |
| Frances Rafferty  | Claire Warren        |
| Bob Haymes        | Jeff Parker          |
| Jean Porter       | Ruthie               |
| Warner Anderson   | Norman Royce         |
| Mike Mazurki      | Klondike Pete        |
| Carleton G. Young | Gregory LeMaise      |
| Donald MacBride   | Dennis Kavanaugh     |
| Marion Martin     | Miss Milbane         |
| Arthur Space      | Director             |
| Lucille Ball      | Lucy (sin acreditar) |

## Enlace
- Oficial sitio web Abbott and Costello

- Datos: Q2364455